# 姆科馬齊國家公園
4°17′58″S 38°23′22″E / 4.29944°S 38.38944°E

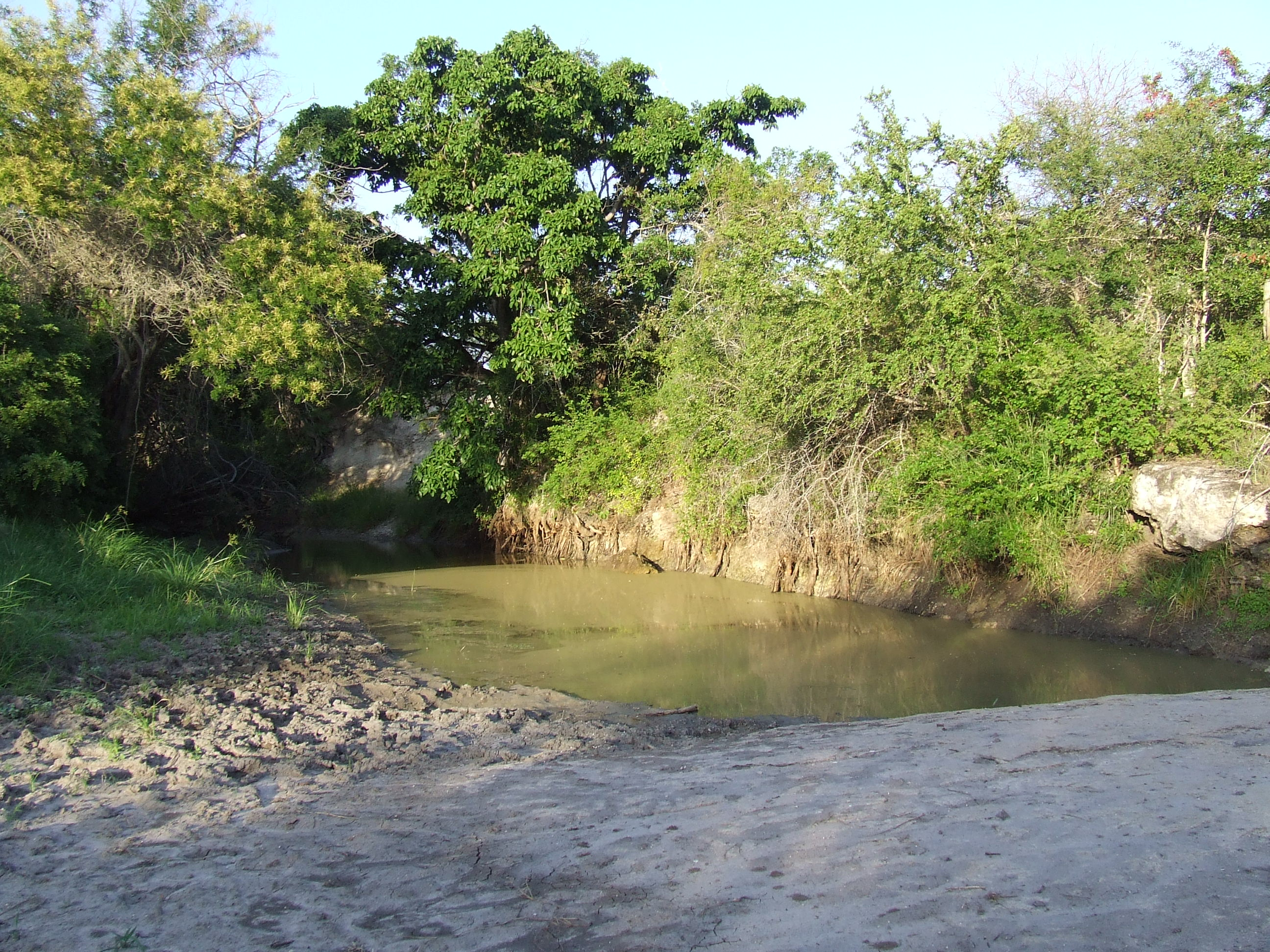

姆科馬齊國家公園是坦桑尼亞的國家公園，位於該國東北部，面積3,234平方公里，始建於2006年，有非洲野犬、黑犀、伊蘭羚羊、狷羚、非洲象、斑鬣狗等野生動物棲息。